# 迈克尔·佩里曼
迈克尔·佩里曼（英語：Michael Perryman，1954年9月21日—），英国天文学家，空间天体测量项目依巴谷卫星、盖亚任务领头人。

## 生平
佩里曼毕业于剑桥大学理论物理学系，1979年获剑桥大学卡文迪许实验室博士学位。1980年加入欧洲空间局，1981年到1997年担任依巴谷卫星项目负责人。项目卫星无法抵达预定地球静止轨道后，佩里曼担任空间局管理层，继续推动项目进展。
1993年，佩里曼与萊納特·林德格倫共同推动一项更具雄心的空间任务，采用依巴谷卫星所不具备的感光耦合元件及大型轻型镜子。1995年，佩里曼获提名为新项目的研究科学家，项目正式定名盖亚任务。2000年，盖亚任务获空间局科学项目委员会批准，佩里曼获任命项目科学家。直至2008年，佩里曼负责项目的关键设计评审（Critical Design Review），确定有效载荷概念、技术可行性、操作和数据分析原则及项目组织结构，同时协调项目科学案例。项目卫星于2013年成功发射。
1993年到2009年，佩里曼任莱顿大学天文系教授。2010年，在海德堡大学和马克斯·普朗克天文研究所担任联合职务。2012年起任都柏林大学客座教授。2013年任普林斯顿大学玻丹·帕琴斯基访问教授。
为表彰佩里曼在天文学领域的贡献，主带小行星10969以佩里曼的名字命名。1999年，佩里曼获荷蘭皇家藝術與科學學院奖章。2011年，获欧洲天文学会第谷·布拉赫奖，以表彰他在高精度全球恒星天文测量事业中发挥关键促进作用，特别是在发展依巴谷任务方面。2022年，与萊納特·林德格倫共同获得邵逸夫奖。